# رؤوف مسعد
رؤوف مسعد (1937 ) هو كاتب مسرحي وصحفي وروائي مصري، ولد في السودان لوالدين من أقباط مصر. انتقل إلى مصر في سن المراهقة وعاش في بلدان مختلفة، في الشرق الأوسط وأوروبا على السواء خلال ثلاثين عاما. استقر في أمستردام مع زوجته الهولندية وأطفالهما، وحصل على الجنسية الهولندية. 

## سيرة ذاتية
يأتي من خلفية مسيحية قبطية. وعلى الرغم من أن عائلة والده كانت قبطية، فقد تحول الأب إلى البروتستانتية وأصبح وزيرا بروتستانتيا. هذه الخلفية الدينية، وعلى وجه التحديد المسيحية، هي جزء مهم من النضال مع الهوية والانتماء الذي أصبح واضحا في الكثير من كتابة مسعد. 
ولد في جنوب السودان، ميناء شرقي على البحر الأحمر، في عام 1937 وعاش في السنوات الأولى من حياته هناك، قبل أن ينتقل مع عائلته إلى ود مدني، إلى الجنوب الشرقي من الخرطوم على النيل الأزرق. ومن هنا أرسل إلى مدرسة داخلية في أسيوط في مصر الوسطى، حيث عاد إلى ود مدني للعطلات الصيفية قبل أن يدفع عمل والده الأسرة إلى الانتقال أخيرا إلى الأقصر - مصر. درس الصحافة في جامعة القاهرة وتخرج في عام 1960. وكان في القاهرة في عام 1954 أنه انضم لأول مرة إلى منظمة ماركسية تحت الأرض صغيرة تسمى في البداية «طليعة العمال والفلاحين» ثم سميت فيما بعد «حزب العمال وفلاحين». 
وفي القاهرة، انتقلت الأسرة إلى مناطق مختلفة، منها الفجالة ودير الملاك، في تزايد الفقر لأن والده قد أصيب بمرض خطير ولم يعد قادرا على العمل.
في مصر ناصر، كانت المنظمات الشيوعية غير قانونية والنشاط السياسي هو السعي الخطير الذي يعاقب بالسجن. خلال أزمة السويس عام 1956 تم اعتقال مسعد أثناء توزيع منشورات تحث المقاومة الشعبية ضد الاحتلال الأجنبي لمنطقة قناة السويس. تم احتجازه ورفاقه ليلة واحدة ثم أطلق سراحه. وفي ديسمبر / كانون الأول 1960، ألقي القبض عليه مرة أخرى في شقة عائلية في دير الملاك بعد محاولة ساذجة للهرب والاختفاء. وقد احتجز لمدة سبعة أشهر قبل أن يمثل أمام محكمة عسكرية في الإسكندرية وحكم عليه بالسجن لمدة سنة. أمضى سبعة أو ثمانية أشهر أخرى في الحبس في الإسكندرية قبل نقله إلى سجون الواحات حيث بقى حتى الإفراج الجماهيري عام 1964. وكان في السجن التقى وصادق على الكتاب صنع الله إبراهيم وكمال القلاش، شارك في تأليف كتابه الأول في عام 1956. 
بعد إطلاق سراحه، في عام 1964، بدأ العمل كصحفي وبدأ عمله الأدبي: المسرحيات والقصص والتقارير. في عام 1970 انتقل إلى وارسو، حيث درس الإنتاج المسرحي وتزوج، بعد أن أنهى دراسته. 
عاش في بولندا لمدة خمس سنوات، وخلال ذلك الوقت زار العديد من البلدان السوفيتية. كان ذلك بداية فترة طويلة من المنفى الذي فرض نفسه على نفسه في بغداد (1975) وبيروت (1979) قبل أن يعود لفترة وجيزة إلى مصر في عام 1982. وفي بغداد عمل في مؤسسة السينما والمسرح والتقى امرأه مصريه والتي أصبحت زوجته (بعد الطلاق من زوجته البولندية). في لبنان عمل صحفيا لصحيفة السفير والمجلات الأخرى «مجلة لوتس من اتحاد الكتاب الآسيوي» وعاش في بيروت خلال الحصار الإسرائيلي عام 1982، حيث عمل في «بيروت ميسا» وهي مجلة «منظمة العمل الشيوعي»، وهو ما أجبره في نهاية المطاف على مغادرة بيروت والعودة إلى مصر.
انتقل إلى هولندا في عام 1990، للعيش مع عائلته الجديدة بعد أن التقى السيدة الهولندية في القاهرة، التي أصبحت والدة أطفاله وزوجته. استقر في أمستردام، حيث عاش وعمل منذ ذلك الحين. وقد حصل، بكلماته الخاصة، على قدر معين من الشهرة، وكان نشطا في وسائل الإعلام، وأسهم في المناقشات الثقافية والسياسية، مثل عواقب الحرب في العراق والمشاركة في مناقشة تلفزيونية عن الرقابة جنبا إلى جنب والشاعرين العرب المشهورين محمود درويش وأدونيس. 
في عام 2004 أسس في أمستردام دار نشر صغيرة، بالتعاون مع عدد من الكتاب العرب الآخرين الذين يعيشون خارج العالم العربي. وسماها «المهاجرون» يطبع أعمال الكتاب العرب بعيدا عن صعوبات النشر في العالم العربي، التي يرى مسعد أنه يعاني من مشاكل نشأت عن «حالة التراجع في المشهد السياسي العربي». وقبل ذلك أسس دار نشر في القاهرة تسمى «دار شهدي» باسم زعيم شيوعي قتل في سجون ناصر تحت التعذيب بمساعدة أرملة شهدي وابنته حنان. الآن اوقف جميع الانشطه ماعدا الكتابة.

## مؤلفاته
- إنسان السد العالي القاهرة: دار الخطيب العربي، 1967
- يا ليل، يا عين، القاهرة: وزارة الثقافة، 1970
- لومومبا والنفق مسرحيتان القاهرة: الحياة السامية ليل الطائف والنشر، 1970
- صباح الخير يا وطن: شهادة من بيروت المحاصرة القاهرة: مطالبات القاهرة، 1983
- بيضة النعامة، لندن: رياض الريس كتب، 1994
- خمس مطبوعات - آخر واحد «إلين للنشر -2011»
- مزاج التماسيح القاهرة: مكتبة مادبولي، 2000 "حول المسلمين - النزاعات الكوبية في مصر (خارج الطباعة)
- في انتظار المخلص: رحلة إلى الأرض المحرمة القاهرة: مكتبة مادبولي، 2000

وهناك عدد من أعماله الناضجة إما من الطباعة، في انتظار طباعتها أو بعد أن تنشر على الإطلاق. وفيما يلي تلك التي تتوفر التفاصيل. 
- غواية الوصال -القاهرة 1997 (خارج الطباعة)
- صانعة المطر / 1999 (خارج الطباعة)
- السودان: ستون عاما من الحنين / نشرت في "صحيفة القدس العربي ورقة الأخبار أكتوبر 2002
- سجون أبي / (مع ابنته يارا) - لم تنته
- إيثاكا /.. بناء على إلقاء القبض على مجموعة من المثليين في مصر في قضية معروفة دوليا باسم «كوين بوت» القاهرة 2007 - خارج الطباعة
- لما البحر ينعس: مقاطع من حياتي 2019

```
وقد ترجمت روايته النعام البيض إلى الإسبانية والفرنسية والإيطالية والسويدية والهولندية:
```

```
كما كتب اثنين من التعديلات للمسرح من روايات السحب الأحداث الغريبة من قبل الكاتب الفلسطيني اميل حبيبي وغيرها من المسرحيات للأطفال.
```